# Partido Comunista Obrero de los Países Bajos
El Partido Comunista Obrero de los Países Bajos (KAPN, en neerlandés:Kommunistische Arbeiderspartij Nederland) fue un partido comunista de izquierda y antiparlamentario neerlandés.
El KAPN fue fundado por Herman Gorter en septiembre de 1921 siguiendo el ejemplo del Partido Comunista Obrero de Alemania (KAPD), aunque nunca llegó a tener la importancia que tuvo su homólogo alemán. A finales de 1921, estaba compuesto por ocho secciones que sumaban un total de 200 miembros.
El KAPN fue miembro fundador de la Internacional Comunista Obrera, junto con el Partido Comunista Obrero de Alemania, el Partido Comunista Obrero del Reino Unido de Sylvia Pankhurst y otros grupos menores. Desaparecería poco después sin tener ninguna relevancia.
Debido a varios conflictos internos fue perdiendo afiliados hasta su desaparición.

## Militantes destacados
- Herman Gorter
- Anton Pannekoek
- Henriette Roland Holst